# مايو 2009
مايو 2009 هو الشهر الخامس من عام 2009. بدأ الشهر يوم الجمعة، وانتهى يوم الأحد بعد 31 يومًا.

## بوابة:أحداث جارية
| \| 1 مايو 2009 (الجمعة) \| عدل \| تاريخ \| راقب \| تصفح \| |     |       |      |      |
| - أمين عام حزب الله حسن نصر الله (في الصورة) يقول أن إفراج قاضي الإجراءات التمهيدية في المحكمة الدولية الخاصة بلبنان عن الضباط الأربعة لا يعني حكماً أن المحكمة نزيهة (العربية) - الأمم المتحدة تطالب إسرائيل بوقف طرد الفلسطينيين وهدم منازلهم في القدس الشرقية (العربية) - رئيس الوزراء التركي رجب طيب أردوغان يجري تعديل وزاري على حكومته يشمل وزارات الخارجية والمالية والاقتصاد (الجزيرة) - عواصم ومدن بالعالم تشهد مسيرات وإشتباكات بمناسبة بمناسبة عيد العمال وسط قلق دولي من ارتفاع نسبة البطالة التي تهدد ملايين العمال جراء الأزمة المالية (الجزيرة) |     |       |      |      |
| 1 مايو 2009 (الجمعة) | عدل | تاريخ | راقب | تصفح |

| 1 مايو 2009 (الجمعة) | عدل | تاريخ | راقب | تصفح |

| \| 2 مايو 2009 (السبت) \| عدل \| تاريخ \| راقب \| تصفح \| |     |       |      |      |
| - الجيش الأمريكي يعلن مقتل جنديين وإصابة 3 بجروح بإطلاق نار قام به عراقي يرتدي زي عسكري في موقع عسكري جنوب الموصل وإن مطلق النار قد قتل بالرد الأمريكي عليه والجيش العراقي يقول أن مطلق النار جندي عراقي (العربية) - استمرار الإشتباكات العنيفة في جنوب اليمن لليوم الرابع على التوالي بين القوات الحكومية اليمنية ومسلحين مناوئين للحكومة وتتركز في محافظتين لحج والضالع (العربية) - منظمة الصحة العالمية تعلن عن تسجيل 658 إصابة بانفلونزا الخنازير في 16 بلد والولايات المتحدة تشير إلى احتمالية أن تكون البؤرة الأصلية للفيروس على أرضها (العربية) - طائرات حربية إسرائيلية تقصف أنفاق تحت الحدود بين قطاع غزة ومصر وتقتل إثنين من الفلسطينيين بعد أن أطلق نشطاء فلسطينيين عدة قذائف مورتر على إسرائيل من القطاع الساحلي لقطاع غزة (رويترز) - وزير خارجية تركيا الجديد أحمد داود أوغلو يقول إن بلاده تسعى لدور أكبر في الشرق الأوسط والبلقان لكن علاقاتها مع الغرب ستستمر في كونها المحور الرئيسي للسياسة الخارجية (رويترز) |     |       |      |      |
| 2 مايو 2009 (السبت) | عدل | تاريخ | راقب | تصفح |

| 2 مايو 2009 (السبت) | عدل | تاريخ | راقب | تصفح |

| \| 3 مايو 2009 (الأحد) \| عدل \| تاريخ \| راقب \| تصفح \| |     |       |      |      |
| - رقعة إنفلونزا الخنازير تتسع جغرافياً وتصل إلى كندا وكولومبيا ومصر تنفي وجود أي إصابات لديها (العربية) - رئيس الوزراء الإسرائيلي بنيامين نتنياهو (في الصورة) يبدي تأييده لانسحاب الجيش الإسرائيلي من شمال قرية الغجر المقسومة على الحدود اللبنانية استجابة لطلب من الولايات المتحدة (العربية) - واشنطن تدعو لإنهاء العنف بجنوب اليمن خوفاً من تقويض الوحدة (العربية) - حركة حماس تعيد انتخاب خالد مشعل رئيساً لمكتبها السياسي (العربية) - منظمة الصحة العالمية تقول إنه ليس هناك أدلة على أن السلالة الجديدة من فيروس الانفلونزا تنتشر بشكل متواصل حول العالم (بي بي سي) - معارضون للرئيس الإيراني محمود أحمدي نجاد يتهمونه بتضخيم حجم الدعم الشعبي له من خلال تحشيد طلاب وجنود في حافلات للظهور في المناسبات العامة التي يحضرها في إطار حملته الانتخابية (بي بي سي) |     |       |      |      |
| 3 مايو 2009 (الأحد) | عدل | تاريخ | راقب | تصفح |

| 3 مايو 2009 (الأحد) | عدل | تاريخ | راقب | تصفح |

| \| 4 مايو 2009 (الإثنين) \| عدل \| تاريخ \| راقب \| تصفح \| |     |       |      |      |
| - وزير الخارجية الإسرائيلي أفغدور ليبرمان (في الصورة) في مؤتمر صحفي ثناء زيارته إلى روما يصف إيران بأنها المشكلة الأكبر في الشرق الأوسط ويقول إنها تسعى لأن تصبح عامل مزعزع لاستقرار العالم كله (بي بي سي) - السودان وتشاد توقعان في الدوحة على اتفاق مصالحة برعاية قطرية - ليبية ينص على مراقبة الحدود لمنع تسلل المتمردين بين البلدين والحكومة التشادية تعرب عن تفاؤلها بشأن نجاحه (بي بي سي) - رجل الأعمال ريكاردو مارتينيلي يفوز في انتخابات الرئاسة التي جرت في بنما (الجزيرة) - الولايات المتحدة تعرب عن قناعتها بأن الترسانة النووية الباكستانية بمنأى عن احتمال وقوعها في أيدي الإرهابيين (الجزيرة) |     |       |      |      |
| 4 مايو 2009 (الإثنين) | عدل | تاريخ | راقب | تصفح |

| 4 مايو 2009 (الإثنين) | عدل | تاريخ | راقب | تصفح |

| \| 5 مايو 2009 (الثلاثاء) \| عدل \| تاريخ \| راقب \| تصفح \| |     |       |      |      |
| - تقرير صادر من الأمم المتحدة يوجه اللوم لإسرائيل على مهاجمة مقار المنظمة أثناء الهجوم على قطاع غزة (بي بي سي) - نائب الرئيس الأمريكي جو بايدن (في الصورة) يطالب إسرائيل بدعم حل الدولتين لتسوية النزاع مع الفلسطينيين (بي بي سي) - الرئيس اليمني علي عبد الله صالح يدعو اليمنيين إلى الحوار من أجل الحفاظ على الوحدة ويقول إن القوى الغربية والإقليمية تعارض التحركات الإنفصالية (رويترز) - جورجيا تعلن إحباط تمرد عسكري نشب في قاعدة عسكرية وتتهم موسكو بمحاولة التحريض على تمرد أوسع عشية بدء مناورات حلف شمال الأطلسي في أراضيها (رويترز) |     |       |      |      |
| 5 مايو 2009 (الثلاثاء) | عدل | تاريخ | راقب | تصفح |

| 5 مايو 2009 (الثلاثاء) | عدل | تاريخ | راقب | تصفح |

| \| 6 مايو 2009 (الأربعاء) \| عدل \| تاريخ \| راقب \| تصفح \| |     |       |      |      |
| - الرئيس الفلسطيني محمود عباس يقول أن هناك مشروعًا عربيًا متكاملًا للسلام في المنطقة سيسلم للرئيس الأميركي باراك أوباما بينما تحدثت اللجنة الرباعية عن إطار جديد لمحادثات السلام بين الفلسطينيين وإسرائيل (الجزيرة) - وزير الدفاع الأمريكي روبرت غيتس يقول إنه بحث مع مسؤولين سعوديين إمكانية استقبال السعودية لعدد من اليمنيين المعتقلين في قاعدة غوانتانامو-(سي إن إن) - أمين عام الأمم المتحدة بان كي مون يقول إن المنظمة تسعى للحصول على 11 مليون دولار كتعويضات من إسرائيل جراء الأضرار التي أحدثتها الهجمات على مكاتب المنظمة في قطاع غزة (بي بي سي) - الرئيس الباكستاني آصف علي زرداري (في الصورة) يتعهد بمساعدة أفغانستان والولايات المتحدة في محاربة التهديد الذي تشكله القاعدة وطالبان (رويترز) - تقرير للوكالة الدولية للطاقة الذرية يفيد بأن الوكالة تحقق في اكتشاف آثار يورانيوم عالي التخصيب بموقع مفاعل نووي للأبحاث في مصر (رويترز) |     |       |      |      |
| 6 مايو 2009 (الأربعاء) | عدل | تاريخ | راقب | تصفح |

| 6 مايو 2009 (الأربعاء) | عدل | تاريخ | راقب | تصفح |

| \| 7 مايو 2009 (الخميس) \| عدل \| تاريخ \| راقب \| تصفح \| |     |       |      |      |
| - مصر تقول أن التقارير الإعلامية التي أوردت أن تقرير للوكالة الدولية للطاقة الذرية أفاد بالعثور على آثار يورانيوم عالي التخصيب بموقع مفاعل نووي مصري للأبحاث تتحدث عن موضوع قديم تم حسمه (رويترز) - وزراء الخارجية العرب يطالبون في اجتماع استثنائي بوقف تهويد القدس ويدعون إلى دعم مالي للفلسطينيين المقيمين في المدينة المقدسة وحولها (رويترز) - بابا الفاتيكان بيندكتوس السادس عشر (في الصورة) يستبق زيارته إلى الشرق الأوسط بتوجيه رسالة سلام في الوقت الذي عبر فيه إسلاميون أردنيون عن رفضهم لزيارة البابا التي وصفوها بالاستفزازية مطالبينه بالاعتذار عن تصريحات سابقة إعتبر فيها إن الإسلام دين يحث على العنف-(سي إن إن) |     |       |      |      |
| 7 مايو 2009 (الخميس) | عدل | تاريخ | راقب | تصفح |

| 7 مايو 2009 (الخميس) | عدل | تاريخ | راقب | تصفح |

| \| 8 مايو 2009 (الجمعة) \| عدل \| تاريخ \| راقب \| تصفح \| |     |       |      |      |
| - لبنان يعتقل خمسة أشخاص جدد بتهمة التجسس لصالح الموساد (بي بي سي) - بابا الفاتيكان بنديكتوس السادس عشر يصل إلى الأردن في مستهل زيارة إلى الأردن وإسرائيل والأراضي الفلسطينية وصفها بأنها حج من أجل السلام (بي بي سي) - الرئيس الإيراني أحمدي نجاد (في الصورة) يقدم أوراق ترشحه لخوض الانتخابات الرئاسية المزمع إجراؤها في شهر يونيو سعياً لنيل ولاية ثانية (بي بي سي) - الأمم المتحدة تقول أن القتال العنيف بين مقاتلي حركة طالبان والجيش الباكستاني في وادي سوات قد أدى إلى نزوح أكثر من 200 ألف شخص فيما يستعد 300 ألف آخرين للنزوح (بي بي سي) - الرئيس السوداني عمر البشير يعين وزير مطلوب المحكمة الجنائية الدولية حاكماً لولاية جنوب كردفان المتنازع عليها (العربية) - الرئيس الأمريكي باراك أوباما يجدد العقوبات المفروضة على سوريا وسط استمرار المخاوف من دورها في دعم حركات مسلحة (العربية) |     |       |      |      |
| 8 مايو 2009 (الجمعة) | عدل | تاريخ | راقب | تصفح |

| 8 مايو 2009 (الجمعة) | عدل | تاريخ | راقب | تصفح |

| \| 9 مايو 2009 (السبت) \| عدل \| تاريخ \| راقب \| تصفح \| |     |       |      |      |
| - الرئيس الروسي ديمتري ميدفيديف يقول أن بلاده سترد بحزم على أي إعتداء ويؤكد في كلمة خلال استعراض عسكري ضخم في ذكرى الانتصار على ألمانيا في الحرب العالمية الثانية أن العبر المستخلصة من تلك الحرب ما تزال صالحة ضد كل من تسول له نفسه اليوم القيام بمغامرات عسكرية (الجزيرة) - الجيش الباكستاني يواصل هجومه بوادي سوات وسط نزوح ضخم للسكان (الجزيرة) - وزير الدفاع التشادي يقول إن القوات التشادية حققت انتصار حاسم على المتمردين الذين يتخذون من الأراضي السودانية مقراً لهم بعد يومين من القتال (بي بي سي) - جاكوب زوما (في الصورة) يؤدي القسم رئيساً لجنوب أفريقيا (بي بي سي) |     |       |      |      |
| 9 مايو 2009 (السبت) | عدل | تاريخ | راقب | تصفح |

| 9 مايو 2009 (السبت) | عدل | تاريخ | راقب | تصفح |

| \| 10 مايو 2009 (الأحد) \| عدل \| تاريخ \| راقب \| تصفح \| |     |       |      |      |
| - مواجهات بين قوات المحاكم الإسلامية الموالية للحكومة الصومالية وحركة شباب المجاهدين المعارضة بالعاصمة مقديشو تؤدي إلى سقوط عشرات القتلى وحكومة شيخ شريف أحمد مستمرة في مكافحة التمرد القوي (العربية) - رئيس الوزراء العراقي نوري المالكي (في الصورة) يقول إن انسحاب القوات الأمريكية وبشكل مسؤول لن يؤثر على الوضع الأمني في العراق (رويترز) - رئيس وزراء روسيا فلاديمير بوتين يقول إن التدريبات العسكرية لحلف شمال الأطلسي في جورجيا لا تساعد الجهود المبذولة لإعاده بناء علاقات موسكو مع الولايات المتحدة (رويترز) |     |       |      |      |
| 10 مايو 2009 (الأحد) | عدل | تاريخ | راقب | تصفح |

| 10 مايو 2009 (الأحد) | عدل | تاريخ | راقب | تصفح |

| \| 11 مايو 2009 (الإثنين) \| عدل \| تاريخ \| راقب \| تصفح \| |     |       |      |      |
| - رئيس الوزراء الإسرائيلي بنيامين نتنياهو يجري محادثات مع الرئيس المصري محمد حسني مبارك في شرم الشيخ ويقول إنه يرغب في أن يعيش الإسرائيليون والفلسطينيون في سلام وأمن ورخاء ويعرب عن استعداده لاستئناف محادثات السلام (بي بي سي) - ياسر عبد ربه معاون الرئيس الفلسطيني محمود عباس يعلن عن اعتزام الرئيس تعيين حكومة فلسطينية جديدة ستؤدي اليمين يوم الثلاثاء (رويترز) - رئيس دولة الإمارات العربية المتحدة الشيخ خليفة بن زايد آل نهيان (في الصورة) يجري تعديل وزاري تم بموجبه إعفاء أخويه الشيخ سلطان بن زايد والشيخ حمدان بن زايد من منصب نائب رئيس الوزراء ويعين بدلاً عنهما أخويه الشيخ منصور بن زايد والشيخ سيف بن زايد (الجزيرة) - بابا الفاتيكان بنديكتوس السادس عشر يستهل زيارته إلى إسرائيل بالتذكير بضحايا الهولوكوست ويؤكد أن معاداة السامية مرفوضة بالكامل (الجزيرة) |     |       |      |      |
| 11 مايو 2009 (الإثنين) | عدل | تاريخ | راقب | تصفح |

| 11 مايو 2009 (الإثنين) | عدل | تاريخ | راقب | تصفح |

| \| 12 مايو 2009 (الثلاثاء) \| عدل \| تاريخ \| راقب \| تصفح \| |     |       |      |      |
| - مجلس الأمن الدولي يدعو إلى إنشاء دولة فلسطينية منفصلة وتحقيق تسوية سلام شاملة في الشرق الأوسط (بي بي سي) - فشل جهود بذلتها الجبهة الشعبية لتحرير فلسطين وشخصيات مستقلة بقطاع غزة والضفة الغربية في إقناع الرئيس الفلسطيني محمود عباس (في الصورة) ورئيس حكومته سلام فياض بتأجيل إعلان تشكيل الحكومة الجديدة حتى انتهاء جولة الحوار الثنائية بين حركتي فتح وحماس القادمة (الجزيرة) - الأمير المفترض لدولة العراق الإسلامية أبو عمر البغدادي ينفي اعتقاله لدى السلطات العراقية في تسجيل صوتي (العربية) |     |       |      |      |
| 12 مايو 2009 (الثلاثاء) | عدل | تاريخ | راقب | تصفح |

| 12 مايو 2009 (الثلاثاء) | عدل | تاريخ | راقب | تصفح |

| \| 13 مايو 2009 (الأربعاء) \| عدل \| تاريخ \| راقب \| تصفح \| |     |       |      |      |
| - البابا بندكتوس السادس عشر يدعو أثناء زيارته لمدينة بيت لحم إلى إقامة دولة للشعب الفلسطيني (بي بي سي) - إسرائيل تسلم اليونيفيل خرائط القنابل العنقودية والألغام التي خلفتها بعد انسحابها من جنوب لبنان (بي بي سي) - الرئيس المصري محمد حسني مبارك (في الصورة) يقول أن المبادرة العربية للسلام غير قابلة للتعديل وإن حق عودة اللاجئين الفلسطينيين المتضمن في سياق المبادرة يجب أن يترك لمفاوضات الحل النهائي (الجزيرة) - تنظيم القاعدة يعلن عن دعمه للجنوبيين المناهضين للنظام اليمني مع استمرار تصاعد التوتر في جنوب البلاد (العربية) |     |       |      |      |
| 13 مايو 2009 (الأربعاء) | عدل | تاريخ | راقب | تصفح |

| 13 مايو 2009 (الأربعاء) | عدل | تاريخ | راقب | تصفح |

| \| 14 مايو 2009 (الخميس) \| عدل \| تاريخ \| راقب \| تصفح \| |     |       |      |      |
| - الفلسطينيون في الضفة الغربية يحيون الذكرى الحادية والستين للنكبة فيما أعلن الرئيس الفلسطيني محمود عباس التمسك بالدولة الفلسطينية مطالباً إسرائيل بإستجابة نداء السلام العادل (العربية) - ملك الأردن عبد الله الثاني بن الحسين (في الصورة) يجتمع مع رئيس الوزراء الإسرائيلي بنيامين نتنياهو ويعلمه بأن حل الصراع الإسرائيلي الفلسطيني على أساس قيام دولتين يمثل شرط مسبق لتحقيق السلام في الشرق الأوسط (رويترز) |     |       |      |      |
| 14 مايو 2009 (الخميس) | عدل | تاريخ | راقب | تصفح |

| 14 مايو 2009 (الخميس) | عدل | تاريخ | راقب | تصفح |

| \| 15 مايو 2009 (الجمعة) \| عدل \| تاريخ \| راقب \| تصفح \| |     |       |      |      |
| - الرئيس التركي عبد الله جول (في الصورة) يحث إسرائيل على العمل من أجل استئناف محادثات السلام مع سوريا ويقول أن أنقرة مستعدة لمواصلة دورها كوسيط بين الجانبين (رويترز) - الرئيس الأمريكي باراك أوباما يجري إصلاحات على نظام المحاكمات العسكرية في معتقل غوانتانامو للأجانب المشتبه في علاقتهم بالإرهاب مما أغضب مؤيدين قالوا إنه حنث بوعد بإنهاء المحاكم المثيرة للجدل التي شكلتها إدارة الرئيس السابق جورج دبليو بوش (رويترز) - مجلس الأمن الدولي يدين تصاعد أعمال العنف في الصومال التي تقودها حركات مسلحة بهدف الإطاحة بالحكومة (بي بي سي) - السودان يتهم تشاد بشن غارات جوية على أراضيه ومسؤول رفيع المستوى يقول أن الحكومة السودانية تفكر في وسائل للرد (بي بي سي) |     |       |      |      |
| 15 مايو 2009 (الجمعة) | عدل | تاريخ | راقب | تصفح |

| 15 مايو 2009 (الجمعة) | عدل | تاريخ | راقب | تصفح |

| \| 16 مايو 2009 (السبت) \| عدل \| تاريخ \| راقب \| تصفح \| |     |       |      |      |
| - الكويتيون يتوجهون لصناديق الإقتراع للإدلاء بأصواتهم لاختيار ممثليهم في مجلس الأمة ويتعين على المجلس الجديد النظر في قانون الاستقرار الاقتصادي الذي أقرته الحكومة في فترة حل المجلس (رويترز) - بدأ جولة جديدة من المحادثات بين حركتي فتح وحماس في مقر المخابرات المصرية في القاهرة والتي تناقش الانتخابات والحكومة الانتقالية (الجزيرة) - مسؤول إسرائيلي بارز يتهم الرئيس السوري بشار الأسد بأنه لا يريد السلام خوفاً من زعزعة نظامه ويتهمه بعدم الصدق والمناورة للخروج من عزلته (العربية) - فوز حزب المؤتمر الوطني الهندي بالانتخابات التشريعية في الهند وزعمائه يوجهون الشكر للناخبين لإعاده الحزب للسلطة بتفويض كبير (بي بي سي) - رئيس سريلانكا ماهيندا رجاباكسي يعلن النصر العسكري على نمور التاميل وذلك بعد 26 عاماً من الحرب الأهلية التي مزقت البلاد (بي بي سي) |     |       |      |      |
| 16 مايو 2009 (السبت) | عدل | تاريخ | راقب | تصفح |

| 16 مايو 2009 (السبت) | عدل | تاريخ | راقب | تصفح |

| \| 17 مايو 2009 (الأحد) \| عدل \| تاريخ \| راقب \| تصفح \| |     |       |      |      |
| - نتيجة انتخابات مجلس الأمة الكويتي النهائية تؤدي إلى فوز أربع سيدات للمرة الأولى في عضوية البرلمان وفقدان الإسلاميين لبعض مقاعدهم (رويترز) - رئيس كتلة حركة فتح في المجلس التشريعي الفلسطيني عزام الأحمد يقول أن مصر حددت 7 يوليو لختام الحوار الوطني الفلسطيني في القاهرة وأن تعقد الأطراف المشتركة فيه اتفاقًا نهائيًا ومسئول في حركة حماس يشير إلى وجود خلافات كبيرة بين الحركتين (رويترز) - حركة العدل والمساواة تعلن مهاجمتها لجنود تابعين للجيش السوداني التابع للحكومة في شمال دارفور وإنها قامت بإخراجهم من قاعدة استراتيجية (رويترز) - الأمين العام لجامعة الدول العربية عمرو موسى (في الصورة) يقول إن القدرات النووية الإسرائيلية وليس الإيرانية هي الخطر الأكبر على منطقة الشرق الأوسط (بي بي سي) - بيان صادر عن مسؤول بارز في منظمة نمور التاميل السريلانكية يعلن أن ما تبقى من مسلحي نمور التاميل قرروا إلقاء سلاحهم بينما لم يشير إلى مصير زعيم المنظمة (بي بي سي) |     |       |      |      |
| 17 مايو 2009 (الأحد) | عدل | تاريخ | راقب | تصفح |

| 17 مايو 2009 (الأحد) | عدل | تاريخ | راقب | تصفح |

| \| 18 مايو 2009 (الإثنين) \| عدل \| تاريخ \| راقب \| تصفح \| |     |       |      |      |
| - الرئيس الأمريكي باراك أوباما (في الصورة) بعد لقائه مع رئيس الوزراء الإسرائيلي بنيامين نتنياهو يعلن التزام الولايات المتحدة بحل الدولتين وإن على إسرائيل الإلتزام بموجب خارطة الطريق بوقف بناء المستوطنات (بي بي سي) - السلطات العراقية تبث شريط فيديو تقول إنه لزعيم تنظيم القاعدة في بلاد الرافدين أبو عمر البغدادي أثناء استجوابه يشرح فيه كيفية تمويل نشاطات التنظيم (بي بي سي) - زعيم حركة مسلحة في دارفور يمثل أمام المحكمة الجنائية الدولية على خلفية جرائم حرب ارتكبت في دارفور وذلك بعد قيامة بتسليم نفسه (بي بي سي) - سريلانكا تعلن مقتل زعيم نمور التاميل المتمرد فيلوفيلاي برابهاكاران (الجزيرة) |     |       |      |      |
| 18 مايو 2009 (الإثنين) | عدل | تاريخ | راقب | تصفح |

| 18 مايو 2009 (الإثنين) | عدل | تاريخ | راقب | تصفح |

| \| 19 مايو 2009 (الثلاثاء) \| عدل \| تاريخ \| راقب \| تصفح \| |     |       |      |      |
| - الحكومة الفلسطينية الجديدة في رام الله برئاسة سلام فياض تؤدي اليمين الدستورية أمام رئيس السلطة الوطنية الفلسطينية محمود عباس وكتلة حركة فتح البرلمانية تقاطعها وحركة حماس تصفها بالحكومة غير الشرعية (بي بي سي) - التلفزيون الحكومي في سريلانكا يعرض شريط مصور لجثة قال إنها تعود لزعيم نمور التاميل فيلوبيلاي برابهاكاران بعد ساعات من إعلان نمور التاميل في الخارج إن زعيمهم ما زال على قيد الحياة وبصحة جيدة (بي بي سي) - تشاد تعلن تجهيز قواتها المسلحة لدخول السودان في الساعات القادمة لإعتراض ما قالت إنه هجوم جديد يعتزم المتمردون شنه في المنطقة المحيطة بحدودها الشرقية (رويترز) - السعودية تؤجل الانتخابات البلدية لعامين بهدف توسيع مشاركة المواطنين-(سي إن إن) |     |       |      |      |
| 19 مايو 2009 (الثلاثاء) | عدل | تاريخ | راقب | تصفح |

| 19 مايو 2009 (الثلاثاء) | عدل | تاريخ | راقب | تصفح |

| \| 20 مايو 2009 (الأربعاء) \| عدل \| تاريخ \| راقب \| تصفح \| |     |       |      |      |
| - مسؤول أمريكي يؤكد إطلاق إيران لصاروخ بالستي بنجاح وإسرائيل تحذر من اللعب بالنار (العربية) - مقتل 35 شخص وجرح 72 لدى انفجار سيارة متوقفة بالقرب من مطعم مزدحم في منطقة الشعلة شمال غرب بغداد (بي بي سي) - أمير الكويت الشيخ صباح الأحمد الصباح يعيد تكيلف الشيخ ناصر المحمد الصباح (في الصورة) بتشكيل الحكومة الجديدة (بي بي سي) - مجلس صيانة الدستور في إيران يصادق على أربعة ترشيح أحمدي نجاد ومهدي كروبي ومحسن رضائي ومير حسين موسوي للانتخابات الرئاسية المقررة في 12 يونيو (بي بي سي) - الرئيس المصري محمد حسني مبارك يلغي زيارته المقررة للولايات المتحدة إثر وفاة حفيده (بي بي سي) - السودان يهدد بسحق أي قوات تشادية تغزو أراضيه بعد أن أعلنت تشاد إنها تعد قواتها لعبور الحدود المشتركة بين البلدين (رويترز) |     |       |      |      |
| 20 مايو 2009 (الأربعاء) | عدل | تاريخ | راقب | تصفح |

| 20 مايو 2009 (الأربعاء) | عدل | تاريخ | راقب | تصفح |

| \| 21 مايو 2009 (الخميس) \| عدل \| تاريخ \| راقب \| تصفح \| |     |       |      |      |
| - رئيس الوزراء الإسرائيلي بنيامين نتنياهو يقول أن القدس ستبقى عاصمة إسرائيل ولن تقسم أبداً (رويترز) - الرئيس الأمريكي باراك أوباما يرفض المطالب الداعية إلى تشكيل لجنة مستقلة لتقصي الحقائق للوقوف على الممارسات التي اتبعتها إدارة الرئيس السابق جورج دبليو بوش في مكافحة الإرهاب ويتعهد بإغلاق معتقل جوانتانامو في يناير المقبل (بي بي سي) - عشية ذكرى الوحدة اليمنية الرئيس السابق لجمهورية اليمن الديمقراطية الشعبية علي سالم البيض يدعو إلى انفصال الجنوب ويؤكد إنه سيقود المساعي المؤدية إلى هذا الانفصال (بي بي سي) - محكمة مصرية تصدر حكمين بالإعدام على الملياردير والسياسي المصري هشام طلعت مصطفى والضابط محسن السكري بعد إدانتهما بقتل المغنية اللبنانية سوزان تميم في دبي في العام الماضي (بي بي سي) |     |       |      |      |
| 21 مايو 2009 (الخميس) | عدل | تاريخ | راقب | تصفح |

| 21 مايو 2009 (الخميس) | عدل | تاريخ | راقب | تصفح |

| \| 22 مايو 2009 (الجمعة) \| عدل \| تاريخ \| راقب \| تصفح \| |     |       |      |      |
| - نائب الرئيس الأمريكي جو بايدن يعلن بعد اجتماعه بالرئيس اللبناني ميشال سليمان (في الصورة) إن مصير المساعدات الأمريكية المقبلة للبنان يعتمد على السياسة التي ستعتمدها الحكومة اللبنانية التي ستنبثق عن الانتخابات النيابية التي تجرى في 7 يونيو (بي بي سي) - أمين عام حزب الله حسن نصر الله يطالب في خطابة بمناسبة ذكرى تحرير الجنوب بإنزال عقوبة الإعدام على أفراد شبكات التجسس لصالح إسرائيل التي أعلنت السلطات اللبنانية عن اكتشافها وتفكيكها (بي بي سي) - القوات الموالية للحكومة في الصومال تشن هجوم كبير على المتشددين الإسلاميين الذين يسيطرون على أجزاء من العاصمة مقديشيو (بي بي سي) - سلطنة عمان تسقط الجنسية عن القيادي اليمني الجنوبي علي سالم البيض بعد قيامة بانتهاك شروط منح الجنسية العمانية عندما عاد للخوض في السياسة (بي بي سي) |     |       |      |      |
| 22 مايو 2009 (الجمعة) | عدل | تاريخ | راقب | تصفح |

| 22 مايو 2009 (الجمعة) | عدل | تاريخ | راقب | تصفح |

| \| 23 مايو 2009 (السبت) \| عدل \| تاريخ \| راقب \| تصفح \| |     |       |      |      |
| - تقرير لمجلة دير شبيغل الألمانية يشير عن وجود أدلة تؤشر إلى تورط حزب الله في جريمة اغتيال رئيس الوزراء اللبناني الأسبق رفيق الحريري وذلك حسب معلومات سرية إستقتها المجلة من مصادر لم تكشف عنها في المحكمة الدولية الخاصة بلبنان (العربية) - الرئيس الإيراني الأسبق محمد خاتمي يدعو الناخبين الإيرانيين للتصويت للمرشح مير حسين موسوي في الانتخابات الرئاسية (العربية) - الرئيس السوري بشار الأسد (في الصورة) يشكك في إمكانية التوصل إلى سلام في الشرق الأوسط في ظل الحكومة الإسرائيلية المتطرفة لكنه لم يستبعد استئناف المحادثات معها (رويترز) - وزارة الداخلية المصرية تعلن إلقاء القبض على سبعة أشخاص لهم صلات بتنظيم القاعدة لتورطهم في هجوم بقنبلة في منطقة سياحية شهيرة بالقاهرة قتلت فيه شابة فرنسية في فبراير الماضي (رويترز) - أمين عام الأمم المتحدة بان كي مون يقوم بجولة في أكبر مخيم للنازحين في سريلانكا ويقول إن البلاد ليس لديها الموارد للتعامل مع عشرات الآلاف ممن فروا من القتال مع نمور التاميل (رويترز) - الإعلان عن انتحار رئيس كوريا الجنوبية السابق روه مو هيون (بي بي سي) |     |       |      |      |
| 23 مايو 2009 (السبت) | عدل | تاريخ | راقب | تصفح |

| 23 مايو 2009 (السبت) | عدل | تاريخ | راقب | تصفح |

| \| 24 مايو 2009 (الأحد) \| عدل \| تاريخ \| راقب \| تصفح \| |     |       |      |      |
| - المعارضة السودانية في اجتماع ضم أكثر من 17 حزب تعلن عدم شرعية الحكومة الحالية برئاسة عمر حسن البشير (في الصورة) بحلول يوليو المقبل وفق نص الدستور وتدعو لحكومة انتقالية (الجزيرة) - حزب الله ينفي ما أوردته مجلة دير شبيغل الألمانية حول اشتباه بأنه يقف خلف عملية اغتيال رئيس وزراء لبنان الأسبق رفيق الحريري (بي بي سي) - رئيس وزراء إسرائيل بنيامين نتنياهو يرفض دعوة واشنطن لتجميد الاستيطان في الأراضي الفلسطينية المحتلة بالضفة الغربية ويتعهد خلال الاجتماع الإسبوعي لحكومته بعدم فرض أي قيود على عمليات بناء تجمعات يهودية في القدس (بي بي سي) - الرئيس الإيراني أحمدي نجاد يهاجم القوات الأجنبية في المنطقة خلال قمة مع نظيريه الأفغاني حامد كرزاي والباكستاني آصف علي زرداري ويقول إن وجودها لا يساعد على الأمن (رويترز) - الحكومة الباكستانية تعلن عن قصف طائراتها لمعاقل المتشددين المنتمين لحركة طالبان (رويترز) |     |       |      |      |
| 24 مايو 2009 (الأحد) | عدل | تاريخ | راقب | تصفح |

| 24 مايو 2009 (الأحد) | عدل | تاريخ | راقب | تصفح |

| \| 25 مايو 2009 (الإثنين) \| عدل \| تاريخ \| راقب \| تصفح \| |     |       |      |      |
| - كوريا الشمالية تعلن إجراء تجربة ناجحة لقنبلة ذرية والعالم يدين ويطالب بمعاقبتها (العربية) - الرئيس العراقي جلال طالباني (في الصورة) يرفض مطالبة رئيس الوزراء نوري المالكي بإنهاء الديمقراطية التوافقية ويعتبر إنها لا تزال "مطلوبة (العربية) - أمين عام حزب الله حسن نصر الله يعتبر تقرير مجلة دير شبيغل الألمانية الذي اتهم الحزب باغتيال رئيس الحكومة السابق رفيق الحريري خطير جداً وإنه مؤامرة جديدة لإيقاع الفتنة بين السنة والشيعة في لبنان وإنه أخطر من حادثة عين الرمانة (العربية) - الجيش الباكستاني يواصل بسط سيطرته على سوات وحركة طالبان تأمر مقاتليها بالانسحاب منها ومواصلة الجهاد (العربية) |     |       |      |      |
| 25 مايو 2009 (الإثنين) | عدل | تاريخ | راقب | تصفح |

| 25 مايو 2009 (الإثنين) | عدل | تاريخ | راقب | تصفح |

| \| 26 مايو 2009 (الثلاثاء) \| عدل \| تاريخ \| راقب \| تصفح \| |     |       |      |      |
| - لبنان يعتقل عقيد في الجيش اللبناني وعريف يعمل في الجمارك بتهمة التعامل مع إسرائيل (بي بي سي) - سفيرة الولايات المتحدة لدى الأمم المتحدة سوزان رايس تقول أن كوريا الشمالية ستدفع ثمن تجاربها النووية والصاروخية التي أجرتها على مدى يومين (بي بي سي) - رئيس رئيس أركان الجيش الإسرائيلي الجنرال غابي أشكنازي يقول إن إسرائيل تعد كافة الخيارات لمواجهة المشروع النووي الإيراني (الجزيرة) - الشرطة الموريتانية تتصدى لإحتجاجات نظمها مناهضو الانقلاب على الانتخابات المقررة في 6 يونيو (الجزيرة) - المحكمة العليا الباكستانية تقضي بأحقية نواز شريف (في الصورة) وشقيقه شهباز في خوض الانتخابات وتولي مناصب حكومية (بي بي سي) - الرئيس الفرنسي نيكولا ساركوزي يفتتح قاعدة عسكرية فرنسية في أبوظبي لتكون أول قاعدة عسكرية فرنسية في منطقة الخليج (بي بي سي) |     |       |      |      |
| 26 مايو 2009 (الثلاثاء) | عدل | تاريخ | راقب | تصفح |

| 26 مايو 2009 (الثلاثاء) | عدل | تاريخ | راقب | تصفح |

| \| 27 مايو 2009 (الأربعاء) \| عدل \| تاريخ \| راقب \| تصفح \| |     |       |      |      |
| - وزيرة الخارجية الأمريكية هيلاري كلينتون (في الصورة) تحذر كوريا الشمالية بأنها ستواجه عواقب إجراءاتها التصعيدية بما في ذلك التهديد بعمل عسكري ضد السفن الكورية الجنوبية والأمريكية وتجدد الالتزام بأمن كوريا الجنوبية واليابان (بي بي سي) - الكنيست يصداق على القراءه التمهيدية على قانون ينص على الحبس لمدة عام لأي شخص ينفي الطابع اليهودي لدولة إسرائيل (بي بي سي) - رئيس وزراء إسرائيل بنيامين نتنياهو يقول عشية زيارة الرئيس الفلسطيني محمود عباس للولايات المتحدة أن من الواجب الضغط على الفلسطينيين أيضاً كي ينفذوا التزاماتهم بموجب خطة السلام التي تدعمها الولايات المتحدة (رويترز) - تفجير سيارة مفخخة في لاهور يستهدف مقر الاستخبارات العسكرية يخلف 30 قتيل و250 جريح والسلطات الباكستانية تتهم حركة طالبان بالمسئولية (الجزيرة) |     |       |      |      |
| 27 مايو 2009 (الأربعاء) | عدل | تاريخ | راقب | تصفح |

| 27 مايو 2009 (الأربعاء) | عدل | تاريخ | راقب | تصفح |

| \| 28 مايو 2009 (الخميس) \| عدل \| تاريخ \| راقب \| تصفح \| |     |       |      |      |
| - مجلس الأمن الدولي يناقش مشروع قرار يدين التجربة النووية الأخيرة التي أجرتها كوريا الشمالية ويحث الدول الأعضاء على التنفيذ الفوري للعقوبات التي تم إقرارها في السابق عليها (الجزيرة) - تفجير يستهدف مسجد في إيران يؤدي إلى مقتل 15 شخص على الأقل وإصابة حوالي 50 آخرون (بي بي سي) - الرئيس الأمريكي باراك أوباما خلال لقاءه مع نظيرة الفلسطيني محمود عباس يعرب عن ثقته في إمكانية تحقيق تقدم في المفاوضات بين الإسرائيليين والفلسطينيين ويعبر عن ثقته من أن إسرائيل ستجد أن حل الدولتين يصب في مصلحة أمنها (بي بي سي) - هجومين منفصلين في بيشاور يؤديان إلى مقتل 10 أشخاص وجرح حوالي 70 في استمرار سلسلة الهجمات وبعد ساعات من تحذير أطلقه ناطق باسم حركة طالبان إلى باكستان من أن حركته ستستهدف عدد من المدن (بي بي سي) - البرلمان الفرنسي يناقش تعويض ضحايا التجارب النووية في الجزائر لإنهاء الجدل حول مأساة 27 ألف ضحية (العربية) |     |       |      |      |
| 28 مايو 2009 (الخميس) | عدل | تاريخ | راقب | تصفح |

| 28 مايو 2009 (الخميس) | عدل | تاريخ | راقب | تصفح |

| \| 29 مايو 2009 (الجمعة) \| عدل \| تاريخ \| راقب \| تصفح \| |     |       |      |      |
| - الولايات المتحدة تنفي أي يد لها في الانفجار الذي إستهدف مسجد في جنوب شرقي إيران وأسفر عن مقتل 19 شخص وإصابة حوالي 60 آخرين بجروح وذلك في رد لوزارة الخارجية على تصريحات لمسئولين المدينة التي حدث بها الانفجار بإتهام أشخاص يعملون لصالح الولايات المتحدة بتنفيذه (بي بي سي) - أمين عام حزب الله حسن نصر الله يقول إن إيران قد تكون على استعداد لتسليح الجيش اللبناني في مواجهة إسرائيل إذا طلبت الحكومة اللبنانية ذلك (بي بي سي) - الإعلان عن تشكيل الحكومة الكويتية الجديدة ولا تغيير لوزراء الوزارات الأساسية (العربية) - الحكومة المغربية تفقد أغلبيتها البرلمانية بانسحاب حزب الأصالة والمعاصرة منها (رويترز) |     |       |      |      |
| 29 مايو 2009 (الجمعة) | عدل | تاريخ | راقب | تصفح |

| 29 مايو 2009 (الجمعة) | عدل | تاريخ | راقب | تصفح |

| \| 30 مايو 2009 (السبت) \| عدل \| تاريخ \| راقب \| تصفح \| |     |       |      |      |
| - الرئيس الفلسطيني محمود عباس يقول بعد لقائه مع الرئيس المصري محمد حسني مبارك يؤكد على تمسك الإدارة الأمريكية بضرورة وقف إسرائيل كل نشاطات الاستيطان بما فيها النمو الطبيعي، واعتراف رئيس الوزراء الإسرائيلي بنيامين نتنياهو بالدولتين (العربية) - أطراف الأزمة الموريتانية يتوصلون إلى اتفاق يقضي بعودة رمزية للرئيس المخلوع سيدي محمد ولد الشيخ عبد الله (في الصورة) وتقاسم السلطة وذلك في مفاوضات أشرفت عليها مجموعة الاتصال الدولية الخاصة بموريتانيا في العاصمة السنغالية دكار (العربية) - السلطات الإيرانية تنفذ حكم الإعدام في حق ثلاثة أشخاص اتهمتهم بالتورط في تفجير مسجد (بي بي سي) - الجيش الباكستاني يعلن إعادة السيطرة على مدينة مينجورا كبرى مدن وادي سوات من ايدي مسلحي حركة طالبان الباكستانية (بي بي سي) - وزير الصحة اللبناني محمد جواد خليفة يؤكد في مؤتمر صحفي ظهور أول ثلاث حالات إصابة بإنفلونزا الخنازير عن طريق أشخاص قادمين من الخارج إلا إن الوضع تم احتواؤه (رويترز) - السودان يعلن عن وفاة رئيسه الأسبق جعفر نميري (رويترز) |     |       |      |      |
| 30 مايو 2009 (السبت) | عدل | تاريخ | راقب | تصفح |

| 30 مايو 2009 (السبت) | عدل | تاريخ | راقب | تصفح |

| \| 31 مايو 2009 (الأحد) \| عدل \| تاريخ \| راقب \| تصفح \| |     |       |      |      |
| - الحكومة الإسرائيلية ترفض مشروع القانون الذي يفرض على جميع الإسرائيليين أداء قسم الولاء لإسرائيل كدولة يهودية صهيونية ديمقراطية وتخفف من لهجة مشروع قانون آخر كان يدعو لحظر إحياء ذكرى النكبة (بي بي سي) - حركة حماس تعلن في بيان لها إنها تعكف على دراسة تعليق مشاركتها في حوار القاهرة بين الأفرقاء الفلسطينيين احتجاجاً على مقتل إثنين من عناصر جناحها العسكري في مدينة قلقيلية شمال الضفة الغربية في اشتباك مع الشرطة الفلسطينية (بي بي سي) - أمير دولة الكويت الشيخ صباح الأحمد الصباح يفتتح أولى جلسات مجلس الأمة لدور الانعقاد الثالث عشر وتزكية جاسم الخرافي رئيساً للمجلس ونواب ينسحبون من جلسة القسم احتجاجاً على التشكيلة الحكومية (بي بي سي) - إجراء أول انتخابات في أوسيتيا الجنوبية منذ إعلانها الاستقلال من جانب واحد عن جورجيا أغسطس الماضي (بي بي سي) - الولايات المتحدة تتفق مع كوبا على استئناف الحوار المباشر بينهما لبحث موضوع الهجرة وذلك بعد تعليقة منذ عام 2004 (بي بي سي) |     |       |      |      |
| 31 مايو 2009 (الأحد) | عدل | تاريخ | راقب | تصفح |

| 31 مايو 2009 (الأحد) | عدل | تاريخ | راقب | تصفح |